# Carpaneta con Dosimo
Carpaneta è una cascina del comune italiano di Persico Dosimo, nella provincia di Cremona, in Lombardia.
Fino al 1928 costituì un comune autonomo, denominato «Carpaneta con Dosimo».

## Storia
La località era un piccolo villaggio agricolo di antica origine del Contado di Cremona con 61 abitanti a metà Settecento, allorché si unì alle cascine di Dosimo e Villasco.
In età napoleonica, dal 1810 al 1816, Carpaneta con Dosimo fu frazione di Persico, recuperando però l'autonomia con la costituzione del Regno Lombardo-Veneto.
All'unità d'Italia nel 1861, il comune contava 756 abitanti. Col capodanno del 1868 annesse Barbiselle e Quistro.
Nel 1928 il comune di Carpaneta con Dosimo venne fuso con il comune di Persico, formando il comune di Persico Dosimo.